# Tim Sweeney
Tim Sweeney (nacido en 1970) es un programador estadounidense de juegos y fundador de Epic Games, empresa reconocida principalmente por sus trabajos en Fortnite y Unreal Engine.

## Biografía
Habiendo programado desde una edad temprana, Sweeny estableció a Epic Games como una compañía de shareware cuando estudiaba en Ingeniería Mecánica en la Universidad de Maryland.  Con el lanzamiento de ZZT, el primer juego de la compañía, Epic Games comenzó a evolucionar; como Sweeney dice en sus entrevistas, ZZT le dio los soportes para el crecimiento de Epic Games.
A los 20 años, Sweeney aprovechó su éxito inicial para crear un negocio de videojuegos a gran escala. Contrató personal, codificó más títulos y no perdió de vista la naciente industria. A mediados de los años 90, el juego más importante del mundo era Doom, un shooter en 3D con gráficos revolucionarios en aquel momento, un ritmo vertiginoso y una banda sonora de heavy metal. Inspirado por el éxito de Doom, Sweeney creó su propio shooter, Unreal. El juego era bueno (vendió 1,5 millones de copias en sus primeros cuatro años), pero su verdadero legado fue la plataforma en la que se construyó: el Unreal Engine. El motor era como un kit de inicio para los aspirantes a creadores de juegos. Su interfaz potente y fácil de usar permitía a los desarrolladores diseñar niveles, crear personajes y dictar mecánicas en el juego sin un conocimiento profundo del código subyacente. Epic licenció el Unreal Engine a otros desarrolladores, que podían usarlo para crear juegos, a veces a cambio de regalías. El acuerdo era como vender picos durante la fiebre del oro. En la década de 2000, cuando los videojuegos experimentaron un auge, los estudios de todo el mundo utilizaron Unreal Engine para crear series de gran éxito como Final Fantasy, Mass Effect y Borderlands. Incluso programas de televisión como The Mandalorian y Westworld se apoyaron en Unreal Engine para crear universos fantásticos en pantalla.
En 2005, Sweeney asistió al "Wake Tech Community College Digital Game Xpo" como invitado especial, mostrando al público un demo del Unreal Engine.